# Vitruvius

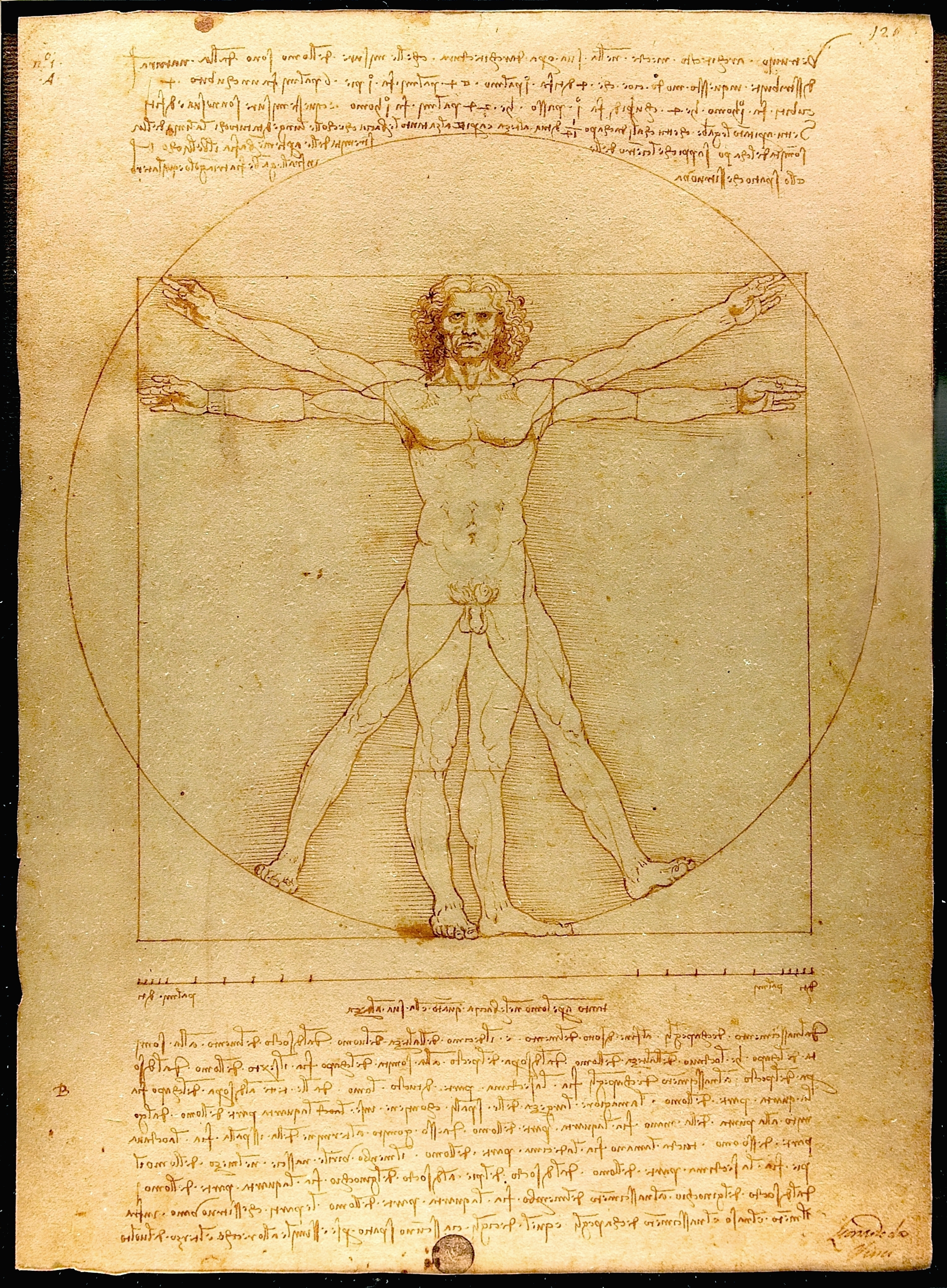
Người Vitruvius - minh họa của Leonardo da Vinci

Phân tích tỉ lệ tiêu chuẩn cơ thể người theo Vitruvius

Marcus Vitruvius Pollio (80-70 TCN - 15 TCN)(*) là một kiến trúc sư, kĩ sư công binh người La Mã, phục vụ trong quân đội La Mã tại Tây Ban Nha và xứ Gaule dưới thời của độc tài La Mã Julius Caesar. Ông cũng tham gia cuộc tiến công vào xứ Gaul.Trong chiến tranh ông phục vụ trong quân đoàn VI (Legio VI ferrata) (1). Lúc đầu ông làm việc dưới quyền kĩ sư trưởng Lucius Cornelius Balbus. Sau đó,chính ông là người thiết kế các cỗ máy bắn đá từ năm 52 đến năm 51(năm kết thúc cuộc chiến),trong đó có cỗ máy đã hạ gục đội quân của Vercingetorix (2). Người ta biết rất ít về cuộc đời của ông. Thậm chí hai tên của ông là Marcus và Pollio cũng không được khẳng định chắc chắn. Đó chỉ là phỏng đoán được nhắc đến bởi Cetius Faventinus.
Ông là tác giả của cuốn sách nổi tiếng De architectura (Mười cuốn sách về kiến trúc). Hiện nay, tác phẩm này được coi là tác phẩm lý thuyết kiến trúc cổ nhất được biết của loài người. Trong đó ông đưa ra ba quan điểm nền tảng của kiến trúc là Firmitas-Ultilitas-Venustas (Bền vững-Thích dụng-Đẹp), còn được gọi là "tam giác Vitruvius". Lý thuyết kiến trúc của ông có ảnh hưởng mạnh mẽ đến sự phát triển của lịch sử kiến trúc sau này.